# Vogtsberg (Natur- und Landschaftsschutzgebiet)
Das Natur- und Landschaftsschutzgebiet Vogtsberg befindet sich auf dem Gebiet der Gemeinde Bonndorf im Schwarzwald im Landkreis Waldshut.

## Kenndaten
Die Schutzgebiete wurde mit Verordnung des Regierungspräsidiums Freiburg vom 20. Januar 2000 ausgewiesen. Das NSG hat eine Größe von 88,2 Hektar, es wird unter der Schutzgebietsnummer 3.255 geführt. Das LSG ist 22,7 Hektar groß, es hat die Schutzgebietsnummer 3.37.021. Der CDDA-Code für das Naturschutzgebiet lautet 319261 und entspricht der WDPA-ID.

## Lage und Beschreibung
Das Natur- und Landschaftsschutzgebiet Vogtsberg befindet sich auf dem Gebiet der Gemeinde Bonndorf im Schwarzwald auf der Gemarkung Gündelwangen mit einer Größe von 88,1825 ha.
Das Naturschutzgebiet umfasst vor allem die Kuppe des Vogtsberges südlich des Ortsteils Gündelwangen. Es erstreckt sich im Wesentlichen zwischen der B 315 im Osten und dem Gewann Mittelmatt sowie der ehemaligen Bahnlinie Lenzkirch-Bonndorf im Westen. Im Norden endet es nahe der Gündelwanger Kirche und im Süden am Gemeindewald.
Der Vogtsberg ist ein Muschelkalk-Zeugenberg mit halboffener Kulturlandschaft aus Wald, Hecken, Magerrasen und Wiesen, Saumgesellschaften und Flachmooren.

## Schutzzweck
Wesentlicher Schutzzweck des Naturschutzgebietes ist die Erhaltung und Entwicklung eines einzigartigen Muschelkalk-Zeugenberges am Schwarzwald-Ostrand mit einer halboffenen Kulturlandschaft aus Wald, Hecken, Magerrasen und -wiesen, Saumgesellschaften und Flachmooren als
- Lebensraum für eine Vielzahl seltener, teilweise stark gefährdeter Tier- und Pflanzenarten,
- vielfältiger Naturraum von besonderer Eigenart und Schönheit und
- Bereich vielfältiger Lebensgemeinschaften, die auf eine extensive Landnutzung angewiesen sind.

Wesentlicher Schutzzweck des Landschaftsschutzgebietes ist die Sicherung des Naturschutzgebietes vor Beeinträchtigungen und schädlichen Einflüssen aus der Umgebung sowie die Verwirklichung des Schutzzweckes des Naturschutzgebietes nach § 3 der Verordnung und die Erhaltung einer offenen Kulturlandschaft mit Wiesen, Äckern, Waldrändern und Hecken, welche als Vernetzungsstrukturen den im Naturschutzgebiet vorkommenden Tierarten zum Nahrungserwerb oder als Brutgebiet dienen.

## Arteninventar
Im Naturschutzgebiet Vogtsberg wurden folgende Arten erfasst:
- Höhere Pflanzen/Farne

Aquilegia vulgaris agg. (Artengruppe Gewöhnliche Akelei), Bromus racemosus (Traubige Trespe), Buphthalmum salicifolium (Weidenblättriges Ochsenauge), Campanula glomerata (Büschel-Glockenblume), Carex davalliana (Davalls Segge), Carex echinata (Stern-Segge), Carex nigra agg. (Artengruppe Braune Segge), Carex paniculata (Rispen-Segge), Carex pulicaris (Floh-Segge), Cephalanthera longifolia (Schwertblättriges Waldvöglein), Carex tomentosa (Filz-Segge), Carlina acaulis (Stängellose Eberwurz), Cirsium rivulare (Bach-Kratzdistel), Dactylorhiza incarnata (Fleischrotes Knabenkraut), Dactylorhiza maculata agg. (Artengruppe Geflecktes Knabenkraut), Dactylorhiza majalis agg. (Artengruppe Breitblättriges Knabenkraut), Danthonia decumbens (Dreizahn), Daphne mezereum (Kellerhals), Dianthus carthusianorum (Karthäuser-Nelke), Digitalis grandiflora (Großblütiger Fingerhut), Digitalis lutea (Gelber Fingerhut), Epilobium palustre (Sumpf-Weidenröschen), Epipactis helleborine agg. (Artengruppe Breitblättrige Stendelwurz), Equisetum fluviatile (Teich-Schachtelhalm), Eriophorum angustifolium (Schmalblättriges Wollgras), Eriophorum latifolium (Breitblättriges Wollgras), Galium uliginosum (Moor-Labkraut), Genista germanica (Deutscher Ginster), Genista sagittalis (Flügel-Ginster), Gentiana cruciata (Kreuz-Enzian), Gentiana lutea (Gelber Enzian), Gentiana verna (Frühlings-Enzian), Gentianella ciliata (Fransen-Enzian), Gentianella germanica (Deutscher Enzian), Gymnadenia conopsea (Mücken-Händelwurz), Helictotrichon pratense (Echter Wiesenhafer), Hieracium lactucella (Geöhrtes Habichtskraut), Juniperus communis (Gewöhnlicher Wacholder), Laserpitium latifolium (Breitblättriges Laserkraut), Lathyrus heterophyllus (Verschiedenblättrige Platterbse), Lilium martagon (Türkenbund), Listera ovata (Großes Zweiblatt), Monotropa hypopitys (Echter Fichtenspargel), Muscari botryoides (Kleine Traubenhyazinthe), Nardus stricta (Borstgras), Neottia nidus-avis (Nestwurz), Orchis mascula (Stattliches Knabenkraut), Orchis morio (Kleines Knabenkraut), Parnassia palustris (Herzblatt), Phyteuma orbiculare agg. (Artengruppe Kugel-Teufelskralle), Platanthera bifolia (Weiße Waldhyazinthe), Platanthera chlorantha (Berg-Waldhyazinthe), Polygala amarella (Sumpf-Kreuzblume), Polygonatum odoratum (Salomonssiegel), Polygonatum verticillatum (Quirlblättrige Weißwurz), Primula veris (Arznei-Schlüsselblume), Scorzonera humilis (Niedrige Schwarzwurzel), Tephroseris helenitis (Spatelblättriges Greiskraut), Thesium bavarum (Berg-Leinblatt), Thesium pyrenaicum (Wiesen-Leinblatt), Tilia platyphyllos (Sommer-Linde), Trifolium montanum (Berg-Klee), Trifolium spadiceum (Moor-Klee), Trollius europaeus (Trollblume), Ulmus glabra (Berg-Ulme), Viola canina (Hunds-Veilchen), Viola palustris (Sumpf-Veilchen)
- Schmetterlinge

Brenthis ino (Mädesüß-Perlmuttfalter), Coenonympha glycerion (Rotbraunes Wiesenvögelchen), Papilio machaon (Schwalbenschwanz)
- Vögel

Coturnix coturnix (Wachtel), Lanius collurio (Neuntöter)
- Geradflügler

Chorthippus dorsatus (Wiesengrashüpfer), Chorthippus montanus (Sumpfgrashüpfer), Polysarcus denticauda (Wanstschrecke)